# Aminu Umar
Aminu Umar (ur. 6 marca 1995 w Abudży) – nigeryjski piłkarz grający na pozycji prawego pomocnika. Od 2023 jest piłkarzem klubu Tuzlaspor.

## Kariera piłkarska
Swoją karierę piłkarską Umar rozpoczął w klubie Wikki Tourists FC. W 2011 roku zadebiutował w nim w National League i w tamtym roku wywalczył z nim awans do Premier League. W Wikki Tourists grał do lata 2013 roku.
Latem 2013 roku Umar przeszedł do tureckiego Samsunsporu. Swój debiut w nim zaliczył 17 sierpnia 2013 w przegranym 0:1 spotkaniu z zespołem İstanbul BB. W Samsunsporze spędził półtora roku.
Na początku 2015 roku Umar został piłkarzem Osmanlısporu, grającego podobnie jak Samsunspor w 1. Lig. W Osmanlısporze zadebiutował 24 stycznia 2015 w zremisowanym 1:1 wyjazdowym meczu z Bucasporem. W sezonie 2014/2015 wywalczył z Osmanlısporem awans do Süper Lig.
W 2018 roku Umar odszedł do klubu Çaykur Rizespor. Swój debiut w nim zaliczył 11 sierpnia 2018 w przegranym 2:3 domowym meczu z Kasımpaşą SK. Grał w nim do końca sezonu 2021/2022. W sezonie 2022/2023 występował w Bodrum FK, a latem 2023 przeszedł do Tuzlasporu.
| Sezon   | Klub              | Kraj    | Rozgrywki       | Mecze | Gole |
| ------- | ----------------- | ------- | --------------- | ----- | ---- |
| 2010/11 | Wikki Tourists FC | Nigeria | National League | ?     | ?    |
| 2012    | Wikki Tourists FC | Nigeria | Premier League  | ?     | ?    |
| 2013    | Wikki Tourists FC | Nigeria | Premier League  | ?     | ?    |
| 2012/13 | Samsunspor        | Turcja  | 1. Lig          | 33    | 7    |
| 2013/14 | Samsunspor        | Turcja  | 1. Lig          | 9     | 2    |
| 2014/15 | Osmanlıspor       | Turcja  | 1. Lig          | 17    | 4    |
| 2015/16 | Osmanlıspor       | Turcja  | Süper Lig       | 28    | 8    |
| 2016/17 | Osmanlıspor       | Turcja  | Süper Lig       | 25    | 5    |
| 2017/18 | Osmanlıspor       | Turcja  | Süper Lig       | 31    | 5    |
| 2018/19 | Çaykur Rizespor   | Turcja  | Süper Lig       | 31    | 6    |
| 2019/20 | Çaykur Rizespor   | Turcja  | Süper Lig       | 18    | 3    |
| 2020/21 | Çaykur Rizespor   | Turcja  | Süper Lig       | 0     | 0    |
| 2021/22 | Çaykur Rizespor   | Turcja  | Süper Lig       | 26    | 1    |
| 2022/23 | Bodrum FK         | Turcja  | 1. Lig          | 12    | 1    |
| 2023/24 | Tuzlaspor         | Turcja  | 1. Lig          | 16    | 2    |

## Kariera reprezentacyjna
W swojej karierze Umar grał w młodzieżowych reprezentacjach Nigerii. W 2013 roku zagrał z reprezentacją U-20 na Mistrzostwach Świata U-20. Z Nigerią awansował do 1/8 finału.
W dorosłej reprezentacji Nigerii Umar zadebiutował 25 marca 2016 roku w zremisowanym 1:1 meczu kwalifikacji do Pucharu Narodów Afryki 2017 z Egiptem, gdy w 62. minucie zmienił Kelechiego Iheanacho. W kadrze narodowej rozegrał 4 mecze, wszystkie w 2016 roku.